# Japan-Koreatunnelen
|  | Fremtidig bygning Denne artikel omhandler en bygning, der er under opførelse. Det er derfor muligt, at indholdet er af spekulativ natur, og ligeledes, at indholdet kan ændre sig markant efterhånden som flere oplysninger bliver tilgængelige. |

Japan–Koreatunnelen (også JPN–KOR Tunnel) er et foreslået tunnelprojekt, der skal forbinde Japan med Sydkorea gennem en underhavstunnel på tværs af Koreastrædet ved brug af strædets Iki- og Tsushimaøer, i fugleflugtslinje ca. 128 km.
Forslaget har været diskuteret siden 1917, efterfulgt af mere konkrete planer i begyndelsen af 1940'erne. Det blev ikke fulgt op før efter 2. verdenskrig. I begyndelsen af 2008 kom forslaget på ny til debat, da ti senior Japanese lawmakers etablerede en komite til følge op på forslaget. Dette blev så efterfulgt af en undersøgelsesgruppe fra begge lande i begyndelsen af 2009, som blev enige om at skabe en komite, der skulle udarbejde konkrete byggeplaner. Komiteens formand Huh Moon-do, en tidligere direktør for Sydkoreas National Unification Board og tidligere kernemedlem af Chun Doo-hwan-regeringen, sagde at tunnelen vil være medvirkende til regional økonomisk vækst og spille en nøglerolle indenfor bilateral frihandel.
Den foreslående tunnel vil blive mere end 200 km lang og håndtere en række varetransporter mellem de to lande såvel som passagertransporter.